# Samira El Ouassil

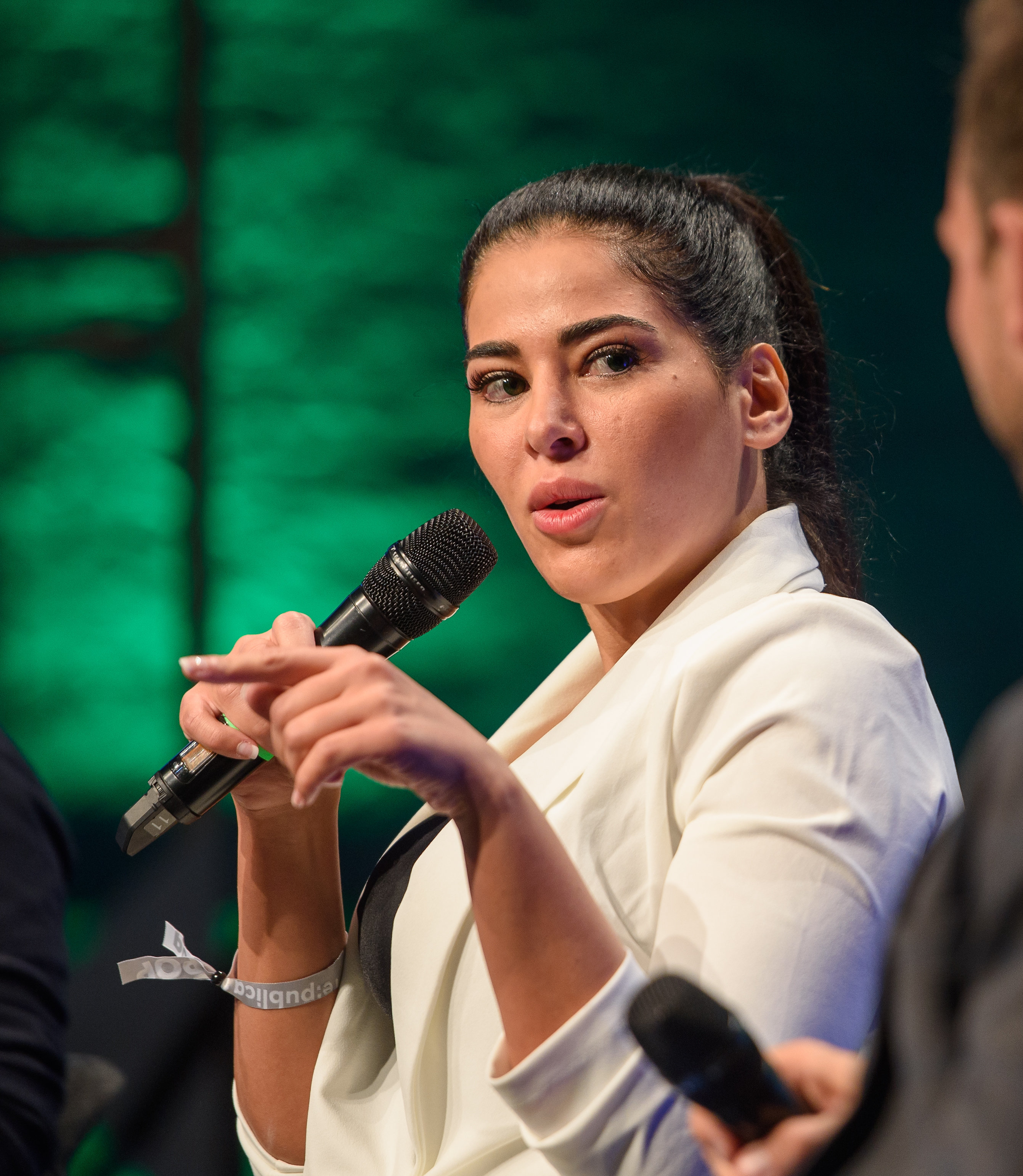
Samira El Ouassil (2018)

Samira El Ouassil (* 21. November 1984 in München) ist eine deutsche Autorin, Schauspielerin und Podcasterin.

## Vita
El Ouassil ist die Tochter eines Marokkaners und einer Deutschamerikanerin. Nach dem Abitur auf der deutsch-französischen Schule studierte sie Kommunikationswissenschaft und Germanistik an der Ludwig-Maximilians-Universität München und schloss ihr Studium mit einem Master ab. Während ihrer Studienzeit hospitierte sie beim Bayerischen Rundfunk, bei den Fernsehmagazinen quer und Südwild, arbeitete für den Deutschen Depeschendienst sowie beim Münchner Lokalradio. Sie absolvierte eine Sprecher- und Synchronsprecher-Ausbildung. Nach dem Studienabschluss schloss sie an der München Film Akademie eine Schauspielausbildung mit Bühnenreifeprüfung ab.
Als Schauspielerin trat sie in den TV-Serien Walulis sieht fern, Sturm der Liebe und Der Bergdoktor auf, in den Kinofilmen Hai-Alarm am Müggelsee und Mein Blind Date mit dem Leben sowie in den Fernsehfilmen Schluss! Aus! Amen! und Das beste aller Leben. Berufsbegleitend erlangte sie einen zweiten Master of Arts im Studiengang Politik, Philosophie und Wirtschaft an der Ludwig-Maximilians-Universität München.
Im Juli 2009 wurde El Ouassil in Hamburg zur Kanzlerkandidatin der PARTEI nominiert. Der Bundeswahlleiter lehnte die Zulassung der Partei zur Bundestagswahl ab, wodurch die Kanzlerkandidatur nicht zustande kam.
Mit Dominic Boeer veröffentlichte sie von 2012 bis 2014 die Reihe Karriere in Konformistan auf dem Blog Die Achse des Guten. Sie ist Gleichstellungsbeauftragte des Instituts für Zeitgenossenschaft (IFZ). Dort war sie 2016 Mitherausgeberin des Buchs Die 100 wichtigsten Dinge.
Sie schrieb Gags für Oliver Polak und ulmen.tv. Seit September 2018 schreibt sie für das Onlineportal Übermedien die Kolumne Wochenschau. Seit 2019 moderiert sie zusammen mit Christiane Stenger den philosophischen Audible-Podcast Sag niemals Nietzsche und ist als Kolumnistin der Hörfunksendung @mediasres im Deutschlandfunk tätig.
Seit 2020 schreibt sie auch für den Spiegel eine Online-Kolumne und moderiert zusammen mit Friedemann Karig den Podcast Piratensender Powerplay (benannt nach dem gleichnamigen Supernasen-Film von 1982). 2023 hostete sie ebenfalls zusammen mit Karig den Podcast Link in Bio bei Deutschlandfunk Kultur. Ein Jahr später übernahm sie bei der Verleihung des Deutschen Filmpreises 2024 gemeinsam mit dem Regisseur Lars Jessen die künstlerische Leitung.
El Ouassil ist Sängerin der Band Kummer und Mitglied im Verein Mensa. Sie lebt in München-Sendling.

## Auszeichnungen
- 2016: Publikumspreis der Stiftung Buchkunst für Die 100 wichtigsten Dinge[20]
- 2019: LeadAward für Podcast Sag Niemals Nietzsche[21]
- 2020 wurde El Ouassil für ihre in der Kolumne Wochenschau vorgenommenen „...pointierten Analysen, einordnenden Essays und wirklich lustigen Entlarvungen der Medienwelt und ihrer Auswüchse...“ mit dem Bert-Donnepp-Preis ausgezeichnet.[22]
- 2021: Kulturjournalistin des Jahres (Medium Magazin)[23]
- 2022 war sie für den Deutschen Sachbuchpreis nominiert und auf der Shortlist mit Erzählende Affen. Mythen, Lügen, Utopien – Wie Geschichten unser Leben bestimmen.[24]
- 2023 erhielt sie für ihren Essay Wie ich lernte, Barbie (nicht) zu lieben den Michael-Althen-Preis der FAZ.[25]

## Bücher
- mit Dominic Boeer: Vegetarier essen meinem Essen das Essen weg. Warum man sich nicht jeden Spaß verderben lassen sollte. Piper, München und Zürich 2014, ISBN 978-3-492-30458-0.[26]
- Die 100 wichtigsten Dinge (IFZ), Hatje Cantz, Berlin, 2016, ISBN 978-3-7757-4114-9.
- mit Friedemann Karig: Erzählende Affen. Mythen, Lügen, Utopien – Wie Geschichten unser Leben bestimmen. Ullstein, Berlin 2021, ISBN 978-3-550-20167-7.[27]